# 8e cérémonie des St. Louis Film Critics Association Awards
La 8e cérémonie des St. Louis Film Critics Association Awards, décernés par la St. Louis Film Critics Association, a eu lieu le 12 décembre 2011, et a récompensé les films réalisés dans l'année.

## Palmarès

### Meilleur film
- The Artist
  - The Descendants
  - Drive
  - My Week with Marilyn
  - The Tree of Life

### Meilleur réalisateur
- Michel Hazanavicius pour The Artist
  - David Fincher pour Millénium, les hommes qui n'aimaient pas les femmes (The Girl with the Dragon Tattoo)
  - Terrence Malick pour The Tree of Life
  - Alexander Payne pour The Descendants
  - Nicolas Winding Refn pour Drive

### Meilleur acteur
- George Clooney pour le rôle de Matt King dans The Descendants
  - Jean Dujardin pour le rôle de George Valentin dans The Artist
  - Michael Fassbender pour le rôle de Brandon Sullivan dans Shame
  - Gary Oldman pour le rôle de George Smiley dans La Taupe (Tinker, Tailor, Soldier, Spy)
  - Ryan Gosling pour le rôle du chauffeur dans Drive
  - Brad Pitt pour le rôle de Billy Beane dans Le Stratège (Moneyball)

### Meilleure actrice
- Rooney Mara pour le rôle de Lisbeth Salander dans Millénium, les hommes qui n'aimaient pas les femmes (The Girl with the Dragon Tattoo)
  - Viola Davis pour le rôle d'Aibileen Clark dans La Couleur des sentiments (The Help)
  - Elizabeth Olsen pour le rôle de Martha dans Martha Marcy May Marlene
  - Saoirse Ronan pour le rôle de Hanna Heller dans Hanna
  - Meryl Streep pour le rôle de Margaret Thatcher dans La Dame de fer (The Iron Lady)
  - Michelle Williams pour le rôle de Marilyn Monroe dans My Week with Marilyn

### Meilleur acteur dans un second rôle
- Albert Brooks pour le rôle de Bernie Rose dans Drive
  - John Goodman pour le rôle d'Al Zimmer dans The Artist
  - John Hawkes pour le rôle de Patrick dans Martha Marcy May Marlene
  - Jonah Hill pour le rôle de Peter Brand dans Le Stratège (Moneyball)
  - Alan Rickman pour le rôle de Severus Rogue dans Harry Potter et les Reliques de la Mort – 2e partie (Harry Potter and the Deathly Hallows – Part 2)

### Meilleure actrice dans un second rôle
- Bérénice Bejo pour le rôle de Peppy Miller dans The Artist
  - Cate Blanchett pour le rôle de Marissa dans Hanna
  - Jessica Chastain pour le rôle de Mme O'Brien dans The Tree of Life
  - Octavia Spencer pour le rôle de Minny Jackson dans La Couleur des sentiments (The Help)
  - Shailene Woodley pour le rôle d'Alex King dans The Descendants

### Meilleur scénario original
- The Artist – Michel Hazanavicius
  - 50/50 – Will Reiser
  - Hanna – Seth Lochhead et David Farr
  - Minuit à Paris (Midnight in Paris) – Woody Allen
  - The Tree of Life – Terrence Malick
  - Les Winners (Win Win) – Thomas McCarthy et Joe Tiboni

### Meilleur scénario adapté
- The Descendants – Alexander Payne, Nat Faxon et Jim Rash
  - Drive – Hossein Amini
  - La Couleur des sentiments (The Help) – Tate Taylor
  - Le Stratège (Moneyball) – Steven Zaillian et Aaron Sorkin
  - Les Muppets, le retour (The Muppets) – Jason Segel et Nicholas Stoller

### Meilleure photographie
- The Tree of Life
  - The Artist
  - Cheval de guerre (War Horse)
  - Drive
  - Millénium, les hommes qui n'aimaient pas les femmes (The Girl with the Dragon Tattoo)

### Meilleurs effets visuels
- Harry Potter et les Reliques de la Mort – 2e partie (Harry Potter and the Deathly Hallows – Part 2)
  - Captain America: First Avenger (Captain America: The First Avenger)
  - La Planète des singes : Les Origines (Rise of the Planet of the Apes) – Joe Letteri, Dan Lemmon, R. Christopher White et Daniel Barrett
  - Super 8
  - The Tree of Life

### Meilleure musique de film
- The Artist
  - Drive
  - Millénium, les hommes qui n'aimaient pas les femmes (The Girl with the Dragon Tattoo)
  - Les Muppets, le retour (The Muppets)
  - The Tree of Life

### Meilleur film de comédie
- Mes meilleures amies (Bridesmaids)
  - Crazy, Stupid, Love
  - Minuit à Paris (Midnight in Paris)
  - Les Muppets, le retour (The Muppets)
  - Paul
  - Rango

### Meilleur film artistique/créatif
- We Need to Talk About Kevin
  - Beginners
  - Martha Marcy May Marlene
  - Tucker et Dale fightent le mal
  - Les Winners (Win Win)

### Meilleur film en langue étrangère
- 13 Assassins (十三人の刺客) •  Japon/ Royaume-Uni
  - J'ai rencontré le Diable (악마를 보았다) •  Corée du Sud
  - À bout portant •  France
  - The Troll Hunter (Trolljegeren) •  Norvège
  - Winter in Wartime (Oorlogswinter) •  Pays-Bas

### Meilleur film d'animation
- Les Aventures de Tintin : Le Secret de La Licorne (The Adventures of Tintin)
  - Le Chat potté (Puss in Boots)
  - Kung Fu Panda 2
  - Rango
  - Rio

### Meilleur film documentaire
- Being Elmo: A Puppeteer's Journey
  - Buck
  - Conan O'Brien Can't Stop
  - The Interrupters
  - Tabloid

### Special Merit
(meilleure scène, technique cinématographique ou autre moment mémorable)
- Dans Millénium, les hommes qui n'aimaient pas les femmes, le générique de début.
  - Dans The Artist, la scène de danse finale.
  - Dans Drive, la scène de l'ascenseur.
  - Dans Drive, la scène de poursuite du début.
  - Dans Hanna, la scène où Hanna s'échappe.
  - Dans Melancholia, la scène finale.